# Henry Creswicke Rawlinson
Sir Henry Creswicke Rawlinson, 1:e baronet född 11 april 1810 i Chadlington, död 5 mars 1895 i London, var en engelsk arkeolog och kilskriftstolkare. Han var bror till George Rawlinson och far till Henry Rawlinson, 1:e baron Rawlinson.

## Biografi
Rawlinson tjänade vid brittiska armén i Indien (1827–1833) och rekryterades sedan tillsammans med några andra brittiska officerare till Persien för att omorganisera shahens armé. Där började han studera av kilinskrifter och upptäckte (1835), på en klippvägg vid Behistan, den största och viktigaste trespråkiga inskriften och lyckades, liksom Grotefend, men oberoende av denne, tolka den dittills odechiffrerade kilskriften. 
År 1840 utnämndes han till brittisk resident i Kandahar, men flyttades 1844 som konsul till Bagdad, där han studerade den assyrisk–babyloniska kilskriften. Efter att ha gett ut sitt arbete "On the Inscriptions of Assyria and Babylonia" (i Journal of Royal Asiatic Society, 1850) befordrades han till överstelöjtnant och generalkonsul (1851) samt ledde sedan på uppdrag av British Museum de brittiska grävningarna vid Nineve och Babylon (1853–1855). Återkommen till England, blev han en av direktörerna för Ostindiska kompaniet (1856), medlem av "Indiska rådet" och parlamentsledamot (1858). 
Åren 1859-1860 var han brittiskt sändebud med generalmajors rang vid persiska hovet. Senare var han åter ledamot av underhuset (1865–1868) och medlem av Indiska rådet (1871–1873) samt innehade 1875–1878 presidentstolen i Kungliga Geografiska sällskapet. Rawlinson, som är en av de viktigaste pionjärerna i kilskriftsforskningen, utgav en mängd avhandlingar i detta ämne i Journal of Royal Asiatic Society, Journal of Royal Geographical Society, Encyclopædia Britannica och Athenaeum, med flera värdefulla bidrag till Orientens arkeologi och geografi. Hans viktigaste arbete, länge det mest betydande inom hela kilskriftslitteraturen, är The Cuneiform Inscriptions of Western Asia (fem band, 1861–1884).
Creswicke Rawlinson erhöll baronetvärdighet 1891.